# Leslie Aiello
Leslie Crum Aiello (* 26. Mai 1946 in Pasadena, Kalifornien) ist eine US-amerikanische Paläoanthropologin und emeritierte Professorin des University College London. Von 2005 bis 2017 war sie die Präsidentin der von Axel Lennart Wenner-Gren gestifteten Wenner-Gren Foundation for Anthropological Research.

## Leben
Von 1964 bis 1967 studierte Leslie Aiello an der University of California, Los Angeles Anthropologie und verbrachte in dieser Zeit (1965/66) auch ein Jahr als Gaststudentin an der Georg-August-Universität Göttingen. Nach dem Bachelor-Examen folgte – ebenfalls an der University of California, Los Angeles – ein Master-Studium, das 1970 mit einer Studie über A Critical Examination of the Structural Remains from the Northern German Upper Palaeolithic abgeschlossen wurde. Danach war sie an wechselnden kalifornischen Colleges als Lecturer tätig, bis sie 1976 nach London ging, wo sie 1981 an der University of London den Doktorgrad im Fach Anatomie mit einer Studie über  An Analysis of Shape and Strength in the Long Bones of Higher Primates erwarb. Es folgten Lehrtätigkeiten an der University of Cambridge, der University of Sussex und der Yale University sowie von 1987 bis 2005 eine Professur am University College London.
Aiello ist unter anderem Fellow der American Association for the Advancement of Science und der Zoological Society of London sowie seit 2011 Mitglied der Deutschen Akademie der Naturforscher Leopoldina, seit 2014 der American Philosophical Society und seit 2018 der British Academy. Von 2005 bis 2017 war sie die Präsidentin der Wenner-Gren Foundation for Anthropological Research.

## Forschung
Leslie Aiello erforscht seit ihrer Doktorarbeit insbesondere die evolutionären Anpassungen, die der anatomisch moderne Mensch (Homo sapiens) im Verlauf der Hominisation erworben hat. Hierzu zählen insbesondere die Veränderungen der Lebensabschnitte – wie Kindheit, Adoleszenz, die Zeit nach der Menopause – und des Gehirns sowie die hiermit verbundenen kognitiven Leistungen. Ferner befasste sie sich mit den biologischen Grundlagen des Sprechens und mit dem Zusammenhang von Nahrungsaufnahme, Energiehaushalt und Fortbewegung des Menschen.
In Zusammenarbeit mit Peter Wheeler entwickelte sie die Expensive Tissue Hypothesis, der zufolge es einen direkten Zusammenhang gibt zwischen der Vergrößerung des Gehirns im Verlauf der Stammesgeschichte des Menschen und der parallel verlaufenden Verkleinerung des Verdauungstraktes infolge proteinreicherer tierischer Nahrung.

## Schriften (Auswahl)
- The Expensive Tissue Hypothesis: co‐evolution of the brain and the digestive system in humans and other primates. In: International Journal of Anthropology. Band 9, Nr. 3, 1994, S. 166, doi:10.1007/BF02575406.
- mit Peter Wheeler: The Expensive-Tissue Hypothesis: The Brain and the Digestive System in Human and Primate Evolution. In: Current Anthropology. Band 36, Nr. 2, 1995, S. 199–221, doi:10.1086/204350.
- Brains and Guts in Human Evolution: The Expensive Tissue Hypothesis. In: Brazilian Journal of Genetics, Band 20, Nr. 1,1997, S. 141–148, doi:10.1590/S0100-84551997000100023 (Volltext frei zugänglich)
- The expensive tissue hypothesis and the evolution of the human adaptive niche: a study in comparative anatomy. In: Justine Bayley (Hrsg.): Science in Archaeology: an Agenda for the Future. English Heritage, London 1998, S. 25–36, ISBN 1-85074-693-1.
- mit Nicola Bates und Tracey Joffe: The expensive tissue hypothesis revisited. In: American Journal of Physical Anthropology. Band 104, Supplement 24, 1997, S. 62.
- mit Nicola Bates und Tracey Joffe: In defense of the expensive tissue hypothesis: ontogeny, maternal care and organ size. In: Dean Falk, Kathleen R. Gibson (Hrsg.): Evolutionary Anatomy of the Primate Cerebral Cortex. Cambridge University Press, Cambridge 2001, S. 57–78, ISBN 0-521-64271-X.
- mit Cathy Key: The energetic consequences of being a Homo erectus female. In: American Journal of Human Biology. Band 14, Nr. 5, 2002, S. 551–565, doi:10.1002/ajhb.10069.
- mit Jonathan C. K. Wells: Energetics and the evolution of the genus Homo. In: Annual Review of Anthropology. Band 31, 2002, S. 323–338, doi:10.1146/annurev.anthro.31.040402.085403.
- mit William E. H. Harcourt-Smith: Fossils, feet and the evolution of human bipedal locomotion. In: Journal of Anatomy. Band 204, Nr. 5, 2004, S. 403–416, doi:10.1111/j.0021-8782.2004.00296.x, PMC 1571304 (freier Volltext).
- Five years of Homo floresiensis. In: American Journal of Physical Anthropology. Band 142, Nr. 2, 2010, S. 167–179, doi:10.1002/ajpa.21255.

## Belege
1. ↑  Mitgliedseintrag von Leslie Aiello (mit Bild) bei der Deutschen Akademie der Naturforscher Leopoldina. Abgerufen am 4. Februar 2022.
2. ↑  Leslie Aiello, Peter Wheeler: The Expensive-Tissue Hypothesis: The Brain and the Digestive System in Human and Primate Evolution. In: Current Anthropology. Band 36, Nr. 2, 1995, S. 199–221, doi:10.1086/204350.

| Personendaten    | Personendaten                            |
| ---------------- | ---------------------------------------- |
| NAME             | Aiello, Leslie                           |
| ALTERNATIVNAMEN  | Aiello, Leslie Crum (vollständiger Name) |
| KURZBESCHREIBUNG | US-amerikanische Paläoanthropologin      |
| GEBURTSDATUM     | 26. Mai 1946                             |
| GEBURTSORT       | Pasadena                                 |